# چهار پر (فیلم ۱۹۳۹)
چهار پر (انگلیسی: The Four Feathers) فیلمی در ژانر ماجرایی به کارگردانی زولتان کوردا است که در سال ۱۹۳۹ منتشر شد. از بازیگران آن می‌توان به رالف ریچاردسون، جان لوری، و هنری اسکار اشاره کرد.